# Leioproctus illawarraensis
Leioproctus illawarraensis är en biart som först beskrevs av Rayment 1954.  Leioproctus illawarraensis ingår i släktet Leioproctus och familjen korttungebin. Inga underarter finns listade i Catalogue of Life.